# Меган Дејвис
Меган Дејвис (енгл. Megan Davis; 1975) абориџинска је активисткиња и адвокат специјализован за људска права. Дејвис је била прва аутохтона Аустралијанка која је сједила у тијелу Уједињених нација, а сада је предсједавајући сталног форума ове организације.

## Биографија
Дејвис је рођена у градићу Монто у југоисточном Квинсленду, 1975. године. Након изградње Квинслендске железнице, њена породица се преселила из овог места. Према пореклу она подједнако припада белим Аустралијанцима, Абориџинима, као и острвљанима јужног Пацифика. Дејвис је једно време живела као самохрани родитељ, и борећи се за права ове популације она је показивала интерес и за Генералну скупштину Уједињених нација.
Данас, Дејвис је професор права на Универзитету у Новом Јужном Велсу и поред тога води Домородачки правни центар. Аустралијска влада је кроз своје панеле, сматра за стручњака по питању домородачких права у држави.
Године 2010. Дејвис је постала прва аутохтона Аустралијанка која је изабрана у веће Уједињених нација, када је постављена за члана Сталног форума Уједињених нација о локалним питањима, чије се седиште налази у Њујорку. Пар година касније Дејвис је изабрана за председавајућег овог Форума.